# Bezzia jamaicensis
Bezzia jamaicensis är en tvåvingeart som beskrevs av Gustavo R. Spinelli 1991. Bezzia jamaicensis ingår i släktet Bezzia och familjen svidknott.
Artens utbredningsområde är Jamaica. Inga underarter finns listade i Catalogue of Life.